# Robert Wesley-Smith

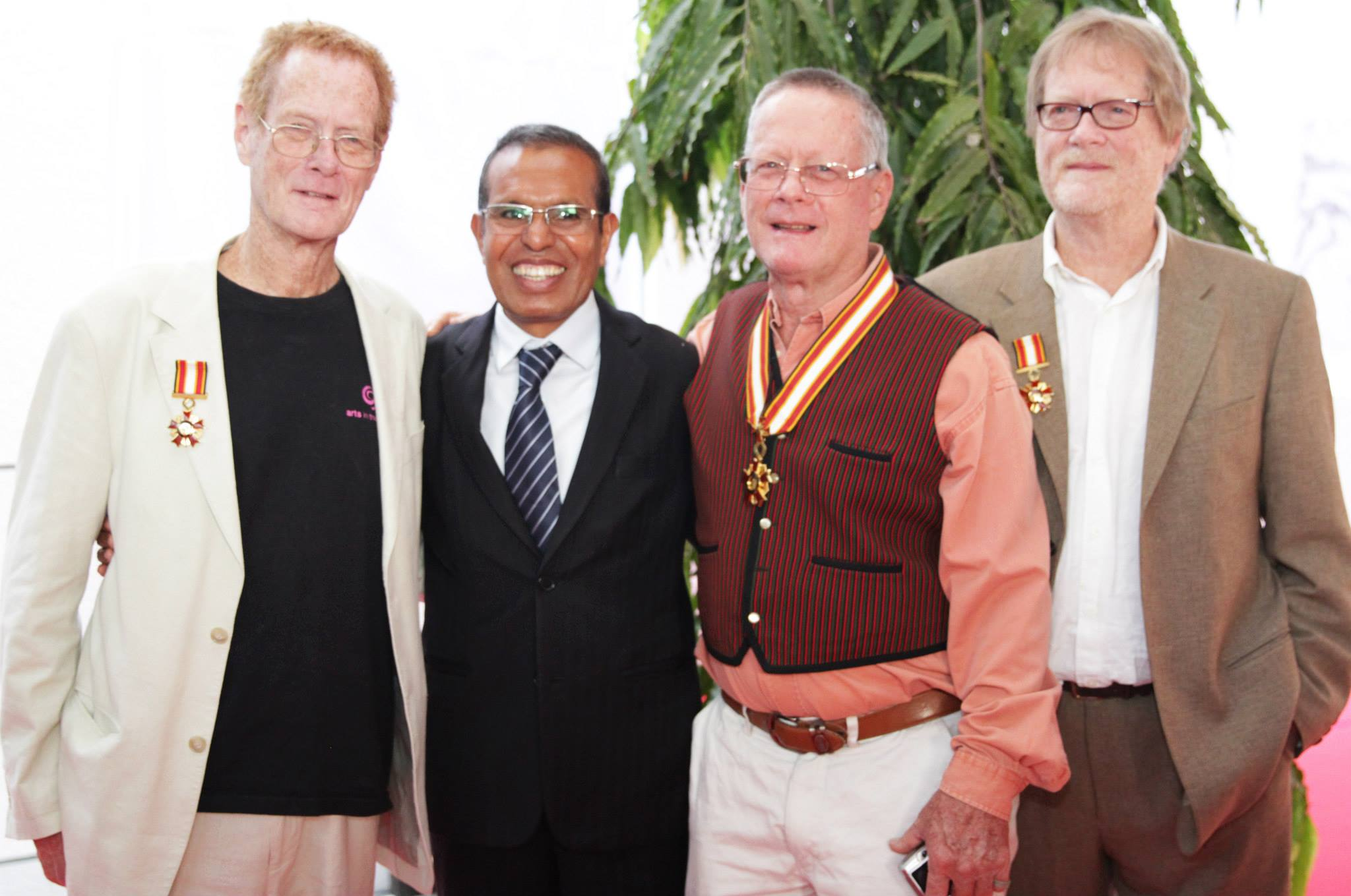
Von links: Martin Wesley-Smith, Osttimors Präsident Taur Matan Ruak, Robert Wesley-Smith und Peter Wesley-Smith (2014)

Robert Wesley-Smith (* 2. Oktober 1942), besser bekannt als Rob Wesley-Smith, ist ein australischer Osttimor-Aktivist.

## Werdegang
Wesley-Smith begann sein Engagement, als er 1974 den osttimoresischen Unabhängigkeitsaktivisten José Ramos-Horta in Darwin kennenlernte. Im September 1976 versuchte Wesley-Smith, mit den drei anderen Aktivisten Cliff Morris, James Zantis und Manolis Manny Mavromatis, in einem Boot Lebensmittel, Medikamente und Radiosenderzubehör von Australien in das von Indonesien besetzte Osttimor zu bringen. Sie hatten zudem zum Selbstschutz sechs Schusswaffen dabei. Die australischen Behörden verhafteten die vier Männer und sie wurden am 14. Februar 1977, wegen Drogen- (die Medikamente) und Waffenschmuggel, nach zehn Tagen Verhandlung zu einer kleinen Geldstrafe verurteilt. Der Northern Territory Supreme Court hob später die Verurteilung auf, der Rechtsstreit hatte aber Wesley-Smiths Ersparnisse aufgebraucht.
Wesley-Smith gehörte auch, zusammen mit Brian Manning und Chris Elenor, zu den Aktivisten, die die Sendungen des osttimoresischen Winderstandssenders Radio Maubere drei Jahre lang aufnahmen und in Australien weiter verbreiteten. Die Sendungen in Australien waren illegal, da die australischen Behörden dafür eine Lizenz verweigerten. Die Informationen wurden auch nach Sydney, Maputo und Lissabon gebracht und von den East Timor News veröffentlicht. 1978 wurde der Sender in Osttimor von den indonesischen Besatzern aufgespürt und abgeschaltet.
Am 14. Juli 1978 kündigte Wesley-Smith angesichts der Berichte über den Napalmeinsatz von Indonesien in Osttimor an, in Darwin öffentlich einen Hund zu verbrennen. Die Ankündigung erregte großes öffentliches Aufsehen und tatsächlich erschien Wesley-Smith mit einem kleinen Hund unter dem Hemd vor der wartenden Menschenmenge, zu der auch Polizisten, Tierschützer, Feuerwehrleute und Medienvertreter gehörten. Als die Polizei drohte, Wesley-Smith zu verhaften, sollte er seinen Plan umsetzen, zog dieser den Hund unter dem Hemd hervor, und er entpuppte sich als Stofftier. Wesley-Smith prangerte an, dass die Menschen wegen eines Hundes hierhergekommen seien; dass Indonesien aber Menschen verbrenne, verursache keinen Aufruhr. Wesley-Smith hatte sein Ziel erreicht, Aufmerksamkeit auf die indonesischen Aktionen zu lenken.
Nach dem Santa-Cruz-Massaker in Dili, bei dem am 12. November 1991 mindestens 271 Menschen von indonesischen Sicherheitskräften ermordet wurden, organisierte Wesley-Smith eine Demonstration, an dessen Ende Timoresen vor dem Konsulat Indonesiens in Darwin drei Wochen lang campierten. Weil er soviel Zeit für Osttimor einsetzte, verlor Wesley-Smith schließlich seinen Job im öffentlichen Dienst. Die freigewordene Zeit nutzte er, um weiter Veranstaltungen und Demonstrationen zu organisieren und über Maria do Céu Lopes Versorgungsgüter an den militärischen Widerstand zu schicken: Medikamente, Geld und einen Laptop für den Guerillaführer Xanana Gusmão. 1994 reiste Robert, zusammen mit seinen beiden Brüdern Martin und Peter, auf die Philippinen, um als Vertreter Osttimors an der Asia-Pacific Conference on East Timor APCET teilzunehmen. Osttimoresen selbst wurden daran gehindert, an der Konferenz selbst teilzunehmen. Die drei Brüder kamen auf den Philippinen auf einer Liste von Ausländern, die verhaftet und ausgewiesen werden sollten. Nach dem Abzug der Indonesier aus Osttimor 1999, reiste Robert Wesley-Smith in das zerstörte Land und half beim Wiederaufbau und der Entwicklung.
Mit Aufkommen der Grenzstreitigkeiten zwischen Australien und Osttimor ergriff Wesley-Smith wieder Partei für das südostasiatische Land und kritisierte scharf das Verhalten Australiens. Er nannte es den „sechsten Verrats“ Australiens an Osttimor.

## Familie
Robert hat zwei jüngere Zwillingsbrüder, Martin und Peter, die sich auch für Osttimor einsetzten. Jeremy war der vierte Bruder. Der Vater Harry war akademischer Archivar an der University of Adelaide und die Mutter Sheila moderierte das ABC-Radioprogramm „Kindergarten of the Air“.

## Auszeichnungen
1998 wurde Wesley-Smith der Denis Freney Memorial Activist Award von der East Timor Relief Association ETRA verliehen.
2014 erhielt Wesley-Smith von Osttimors Präsident Taur Matan Ruak die Collar des Ordem de Timor-Leste. Auch seine Brüder Martin und Peter wurden ausgezeichnet.